# 上手繁雄
上手 繁雄（かみて しげお、1953年2月19日 - ）は、元岐阜県副知事。岐阜県飛騨市出身。2023年、瑞宝中綬章受章。

## 職歴
- 1975年 愛知大学法経学部卒業。
- 1975年 岐阜県庁入庁。
- 2000年 経営管理部情報システム課長。
- 2001年 知事公室広報課長。
- 2002年 経営管理部課長兼経営管理部人事管理室長・地方自治大学校管理監。
- 2003年 経営管理部参事兼経営管理部人事課長。
- 2004年 統括広報・秘書監兼経営管理部参事。
- 2005年 産業労働部次長。
- 2006年 総合企画部次長。
- 2007年 健康福祉部長。
- 2008年 総合企画部長。
- 2010年 岐阜県副知事。
- 2017年10月31日 体力的な理由から本人の意向により任期途中で退任。

## 副知事就任の経緯
- 裏金問題が明らかになった岐阜県は、2010年度より上手を副知事に登用し、組織改善に乗り出すことになった。
- 就任会見において上手は以下のことを表明した。
  1. 県庁の組織風土について若手と幹部職員とのコミュニケーション不足を指摘し、その改善を約束。
  2. 財政再建と国の景気対策予算を活用する未来投資が課題であると指摘し、行政改革プランの実施段階におけるきめ細やかな対応を約束。
  3. 県の事務業務（旅券の発給や農地の転用など）を積極的に市町村に移譲、推進する。